# Nikola Čačić
Nikola Čačić, né le 7 décembre 1990 à Banja Luka, est un joueur de tennis serbe, professionnel depuis 2007.
Il compte trois titres en double à ce jour sur le circuit ATP.

## Carrière

### 2016. Seule participation à un tournoi ATP en simple
En juillet 2016, Nikola Čačić se qualifie pour le tournoi d'Umag pour sa première apparition en simple dans un tournoi ATP 250. Il remporte un match très serré contre le Britannique Aljaž Bedene (5-7, 6-4, 6-4), au premier tour puis est éliminé par le Français Jérémy Chardy (6-2, 6-0).

### 2019. Premier titre ATP en double à Chengdu et entrée dans le top 100
En juin 2019, Nikola Čačić remporte son premier titre Challenger à Chimkent associé au Taïwanais Yang Tsung-hua en battant en finale la paire constituée du Suédois André Göransson et du Suisse Marc-Andrea Hüsler.
En septembre, associé à Dušan Lajović, il remporte son premier titre ATP 250 à Chengdu en battant Santiago González et Robert Lindstedt, Gao Xin et Li Zhe, Taylor Fritz et Nicholas Monroe et en finale Jonathan Erlich et Fabrice Martin. Grâce à cette performance, il atteint le top 100 du classement ATP en double.

### 2020. Deuxième titre ATP en double à Montpellier
En février 2020, il remporte le titre en double avec Mate Pavić à Montpellier.

## Palmarès

### Titres en double messieurs
| No | Date       | Nom et lieu du tournoi         | Catégorie | Dotation    | Surface      | Partenaire     | Finalistes                          | Score             |          |
| -- | ---------- | ------------------------------ | --------- | ----------- | ------------ | -------------- | ----------------------------------- | ----------------- | -------- |
| 1  | 23-09-2019 | Chengdu Open Chengdu           | ATP 250   | 1 096 575 $ | Dur (ext.)   | Dušan Lajović  | Jonathan Erlich Fabrice Martin      | 7-69, 3-6, [10-3] | Parcours |
| 2  | 03-02-2020 | Open Sud de France Montpellier | ATP 250   | 542 695 €   | Dur (int.)   | Mate Pavić     | Dominic Inglot Aisam-Ul-Haq Qureshi | 6-4, 6-74, [10-4] | Parcours |
| 3  | 01-03-2021 | Argentina Open Buenos Aires    | ATP 250   | 589 160 $   | Terre (ext.) | Tomislav Brkić | Ariel Behar Gonzalo Escobar         | 6-3, 7-5          | Parcours |

### Finales en double messieurs
| No | Date       | Nom et lieu du tournoi              | Catégorie | Dotation  | Surface      | Vainqueurs                            | Partenaire        | Score            |          |
| -- | ---------- | ----------------------------------- | --------- | --------- | ------------ | ------------------------------------- | ----------------- | ---------------- | -------- |
| 1  | 04-04-2021 | AnyTech365 Andalucia Open Marbella  | ATP 250   | 408 800 € | Terre (ext.) | Ariel Behar Gonzalo Escobar           | Tomislav Brkić    | 6-2, 6-4         | Parcours |
| 2  | 19-07-2021 | Plava Laguna Croatia Open Umag Umag | ATP 250   | 419 470 € | Terre (ext.) | Fernando Romboli David Vega Hernández | Tomislav Brkić    | 6-3, 7-5         | Parcours |
| 3  | 18-10-2021 | VTB Kremlin Cup Moscou              | ATP 250   | 697 125 $ | Dur (int.)   | Harri Heliövaara Matwé Middelkoop     | Tomislav Brkić    | 7-5, 4-6, [11-9] | Parcours |
| 4  | 03-04-2023 | Millenium Estoril Open Estoril      | ATP 250   | 562 815 € | Terre (ext.) | Sander Gillé Joran Vliegen            | Miomir Kecmanović | 6-3, 6-4         | Parcours |

## Parcours dans les tournois duGrand Chelem

### En double messieurs
| Année | Open d'Australie               | Open d'Australie        | Internationaux de France       | Internationaux de France | Wimbledon                          | Wimbledon                 | US Open                       | US Open                  |
| ----- | ------------------------------ | ----------------------- | ------------------------------ | ------------------------ | ---------------------------------- | ------------------------- | ----------------------------- | ------------------------ |
| 2020  | 1er tour (1/32) Dušan Lajović  | M. González F. Martin   | 1er tour (1/32) Dušan Lajović  | A. de Minaur Matt Reid   | Annulé                             | Annulé                    | 1er tour (1/16) Divij Sharan  | W. Koolhof Nikola Mektić |
| 2021  | 1er tour (1/32) F. Nielsen     | J. Duckworth M. Polmans | 1/4 de finale Tomislav Brkić   | P.-H. Herbert N. Mahut   | 1/8 de finale Tomislav Brkić       | Nikola Mektić Mate Pavić  | 2e tour (1/16) Tomislav Brkić | A. Golubev Andreas Mies  |
| 2022  | 1er tour (1/32) Tomislav Brkić | Ariel Behar G. Escobar  | 1er tour (1/32) Tomislav Brkić | Hugo Nys J. Zieliński    | 2e tour (1/16) A. Vavassori        | Jamie Murray Bruno Soares | 1er tour (1/32) R. Ramanathan | S. Bolelli F. Fognini    |
| 2023  | 1/8 de finale A.-U.-H. Qureshi | W. Koolhof N. Skupski   | —                              | —                        | 1er tour (1/32) M. Á. Reyes-Varela | K. Krawietz Tim Pütz      | 1er tour (1/32) V. V. Cornea  | R. Haase N. Mektić       |
| 2024  | 1/8 de finale D. Molchanov     | S. Bolelli A. Vavassori |                                |                          |                                    |                           |                               |                          |

N.B. : le nom du partenaire se trouve sous le résultat ; le nom des ultimes adversaires se trouve à droite.

## Classements ATP en fin de saison
| Année          | 2007 | 2008 | 2009 | 2010 | 2011 | 2012 | 2013 | 2014 | 2015 | 2016 | 2017 | 2018 | 2019 | 2020 | 2021 | 2022 | 2023 |
| Rang en simple | 1461 | 1353 | 1216 | 657  | 413  | 493  | 654  | 310  | –    | 536  | 520  | 909  | 1317 | 1340 | 1540 | –    | –    |
| Rang en double | –    | 1097 | 711  | 789  | 261  | 421  | 417  | 510  | 1513 | 1065 | 276  | 183  | 90   | 57   | 36   | 67   | 70   |

Source : (en) Classements de Nikola Čačić sur le site officiel de la Fédération internationale de tennis